# Harpactea sinuata
Harpactea sinuata là một loài nhện trong họ Dysderidae.
Loài này thuộc chi Harpactea. Harpactea sinuata được miêu tả năm 1997 bởi Beladjal & Robert Bosmans.